# Paul Ritter der Jüngere
Paul Ritter der Jüngere (* 22. März 1859 in Nürnberg; † 30. August 1888 ebenda) war ein deutscher Maler und Radierer.

## Leben
Ritter war der älteste Sohn des Nürnberger Architektur- und Historienmalers Lorenz Ritter. Sein Onkel war der Architekturmaler Paul Ritter d. Ä. Er studierte an der Kgl. Kunstgewerbeschule Nürnberg und ab 1882 Druckgraphik und Malerei bei Johann Leonhard Raab an der Akademie der Bildenden Künste München.
Er war mit Emma (geborene Gudden, * 19. Januar 1865 † 29. Mai 1931 München), der Tochter von Bernhard von Gudden verheiratet. Sie hatten drei Kinder; ein Sohn war der Architekt und Stadtplaner Hubert Ritter (1886–1967), Stadtbaumeister in Leipzig. Ritter starb im Alter von nur 29 Jahren. An seine Witwe erinnert der Grabstein der Familie Gudden auf dem Münchner Ostfriedhof.
Ritter, sein Onkel Paul Ritter d. Ä., sein Vater Lorenz Ritter sowie seine Brüder Wilhelm und Fritz gelten als Bewahrer des romantischen Nürnberger Stadtbildes.